# توماس سيدنهام
توماس سيدنهام (بالإنجليزية: Thomas Sydenham)‏ (1624-1689) هو طبيب إنجليزي. تعلم في أكسفورد و مونبلييه. أهلته دراساته للأوبئة, ووصفه لأمراض الملاريا والجدري والحمى القرمزية والنقرس لأن يكون مؤسس الطب الاكلينيكي الحديث وعلم الوبائيات.

## روابط خارجية
- توماس سيدنهام على موقع الموسوعة البريطانية (الإنجليزية)
- توماس سيدنهام على موقع إن إن دي بي (الإنجليزية)